# Obrh (Chorwacja)
Obrh – wieś w Chorwacji, w żupanii karlowackiej, w gminie Ribnik. W 2011 roku liczyła 7 mieszkańców.